# سلیمان انوشیروانی
سلیمان انوشیروانی (زادهٔ ۱۲۹۳ در سقز - درگذشتهٔ ۱۳۵۶ در تهران) اقتصاددان، فعال سیاسی و از نمایندگان مجلس شورای ملی بود. 

## تحصیلات
انوشیروانی تحصیلات خود را در سقز و تبریز به پایان رساند و سپس با اخذ لیسانس اقتصاد موفق به اخذ دکتر در رشته علوم سیاسی از دانشکده حقوق دانشگاه تهران شد. 

## سمت‌ها و سوابق
از سمت‌ها و سوابق او می‌توان به موارد زیر اشاره کرد:
- وکیل و استاد دانشکده افسری
- صاحب‌امتیاز روزنامه کوه‌نورد مربوط به حزب وحدت در تهران
- صاحب‌امتیاز هفته‌نامهٔ سحر در تهران
- کارمند وزارت اصلاحات ارضی در سال ۱۳۴۷
- نمایندهٔ مردم بوکان در دورهٔ بیست و سوم قانون‌گذاری
- مسئول هماهنگی برگزاری جشن‌های ۲۵۰۰ ساله در بوکان
- حمایت از اقلیت‌های مذهبی به‌خصوص بهائیان در بوکان
- مشاوره حقوقی سازمان‌های دولتی
- عضو کانون روزنامه‌نگاران و جبهه مطبوعات متفق
- عضو دیوان عالی قضایی و معاونت دادسرای استان تهران

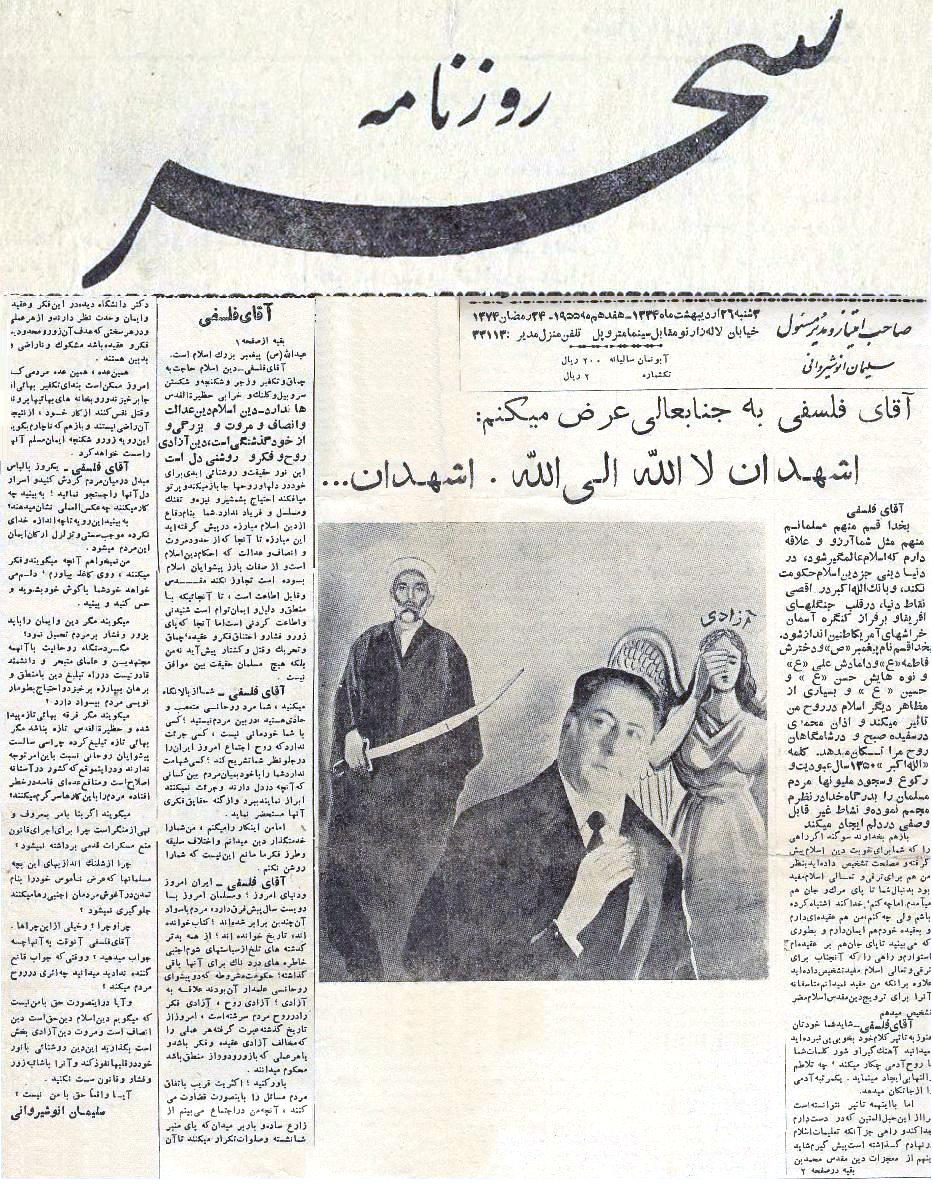
انتقاد انوشیروانی از فلسفی در هفته‌نامۀ سحر